# كلية الدراسات الإسلامية والعربية بدسوق (جامعة الأزهر)
كلية الدراسات الإسلامية والعربية للبنين بدسوق، هي كلية تابعة لجامعة الأزهر بمدينة دسوق في مصر.

## تاريخ
أنشئت بقرار رئيس الوزراء رقم 1860 لعام 1994، بناء على اقتراح من منظمة العواصم والمدن الإسلامية، والتي دسوق عضوة بها.

## أقسام الكلية
تنقسم الكلية إلى ثلاثة أقسام:
- قسم اللغة العربية.
- قسم أصول الدين.
- قسم الشريعة الإسلامية.

وكل قسم يعتبر كليّة مُستقلة مثل نظيرتها في الجامعة.

## الطلاب
معظم الطلاب من المصريين، حيث بلغ عددهم 5,750 طالب مصري حسب إحصاءات العام الجامعي 2007 - 2008، بجانب عدد من الطلاب الوافدين من ماليزيا وسوريا وجزر القمر.